# Anthus caffer
Anthus caffer là một loài chim trong họ Motacillidae.